# Gerdau, Niedersachsen
Gerdau är en kommun och ort i Landkreis Uelzen i förbundslandet Niedersachsen i Tyskland. De tidigare kommunerna Bargfeld, Barnsen, Bohlsen, Groß Süstedt och Holthusen II uppgick i Gerdau  1 juli 1972.
Kommunen ingår i kommunalförbundet Samtgemeinde Suderburg tillsammans med ytterligare två kommuner.